# Somiedo
Somiedo (en asturià, Somiedu) és un conceyu de la Comunitat Autònoma del Principat d'Astúries. Limita al nord amb Belmonte de Miranda, a l'est amb Teberga, a l'oest amb Tinéu i Cangas del Narcea i al sud amb Lleó.
És el segon municipi amb menor densitat de població. Tot el concejo forma part del Parc Natural de Somiedo, havent estat declarat Reserva de la Biosfera.

## Història
Els primers vestigis històrics trobats en sòl de Somiedo es corresponen amb l'etapa de l'edat del bronze, encara que es creu que ja en temps neolítics el territori va ser colonitzat. S'hi van trobar diversos assentaments castrenys en les proximitats de Trascastro i de la Pola, que es creu que foren edificats per comunitats prerromanas. S'ha trobat en Gua i Coto de la Buena diversos denaris ibèrics que daten del segle I abans de Crist. Del pas de la romanització pel concejo queden diversos topònims, així com restes de calçades i fortaleses estratègicament situades per a la seva posició defensiva. Dintre d'aquestes tenim el castro de Remonguila en les proximitats de La Riera, el castell d'Alba prop de la Pola, o la fortalesa de Saliencia.

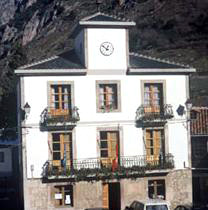
Ajuntament de Somiedo

Gràcies al poble romà es va millorar i va definir l'antic traçat del pas a l'altiplà pel camín de la Mesa, de gran importància posterior, tant amb la invasió musulmana com per l'expansió del regne asturià. Durant la baixa edat mitjana cobra importància el monestir de Gua, pertanyent a l'orde Cistercenc. Va Ser fundat pel rei Ferran II de Lleó i la seva dona Urraca I, que van atorgar més tard a aquest monestir el vedat de Gua. Altres donacions efectuades a l'església ovetenca van ser el monestir de Santa María de Lapedo, l'església de San Miguel de La Llera, el monestir de Villanueva de Carzana o el de San Andrés de Cogega en Veigas. En la mitjana i alta edat mitjana el concejo va estar marcat per la gran influència que el monestir de Belmonte va exercir sobre ell. Aquesta situació va durar fins que el monarca Alfons X el Savi en el seu afany repoblatori, concedeix la carta de poblament al municipi, establint-se inicialment en la Agüera de Belmonte, on romandria durant un temps fins que es va traslladar a l'actual emplaçament de la Pola. En 1277 diverses pobles de l'occident astur, entre les quals es troba Somiedo, es reuneixen en La Espina i signen la carta de Germanor que garantirà l'ordre en la zona. Durant el segle XV el llinatge de Quiñónes va exercir un poder sobre totes les terres fins que els Reis Catòlics en 1496 van eliminar tots els seus privilegis per a incorporar el concejo al realengo.
Malgrat això, en el segle xvi els llinatges Miranda, Flórez i Omaña van ostentar cert poder en el concejo. Al llarg de tota l'edat mitjana i la moderna Somiedo va sofrir les disputes entre monestirs, famílies, pagesia i població vaqueira pel control de la terra, situació que acaba amb la supressió en 1827 del règim senyorial, integrant-se els vedats de Clavillas i Valcárcel, Gua i Caunedo i Aguino i Perlunes al territori de Somiedo. En la guerra de la Independència espanyola Somiedo va acollir en 1810, la retirada de les tropes defensores asturianes que fugien per culpa de l'avanç de l'armada francesa dirigida pel general Bonet. En les guerres Carlistas també es produïxen incursions de tropes en el concejo. Ja en 1934 i en temps de la revolució l'exèrcit s'amotina durant un any en Somiedo, lloc estratègic entre els focus de Laciana i Grado. Al començar la Guerra Civil espanyola, el front s'estabilitza en El Puerto, fins al dia 25 d'octubre de 1937, que les tropes republicanes inicien la seva retirada cap a Oviedo. Finalment, no volem passar el naixement en Somiedo de Álvaro Flórez Estrada, destacat economista i polític, que fou una de les grans figures del moviment de la Il·lustració que van sorgir a Astúries.

## Geografia

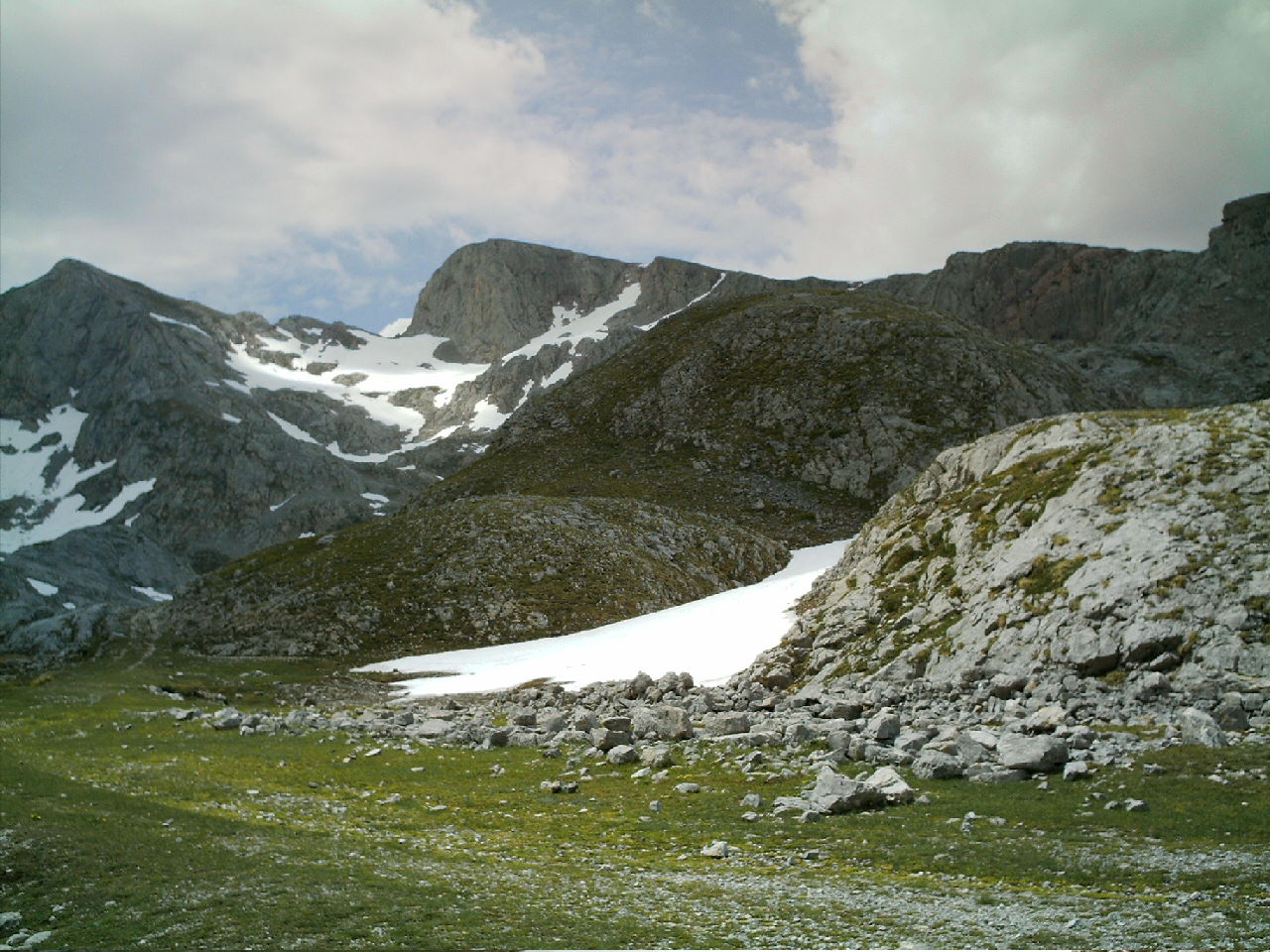
Serralada Cantàbrica

Des del punt de vista geogràfic el territori està enclavat en una unitat coneguda com el Mantell de Somiedo, en la qual està representada tota la sèrie estratigràfica paleozoica Asturiana, des de pissarra, arenisca, quarsita fins a les calcàries. La desigualtat litològica origina una competència distinta que determina un relleu diferencial que ha modificat l'actual xarxa hidrogràfica que s'obre camí entre els nivells durs cavant diversos congosts al llarg del seu curs.

### Topografia

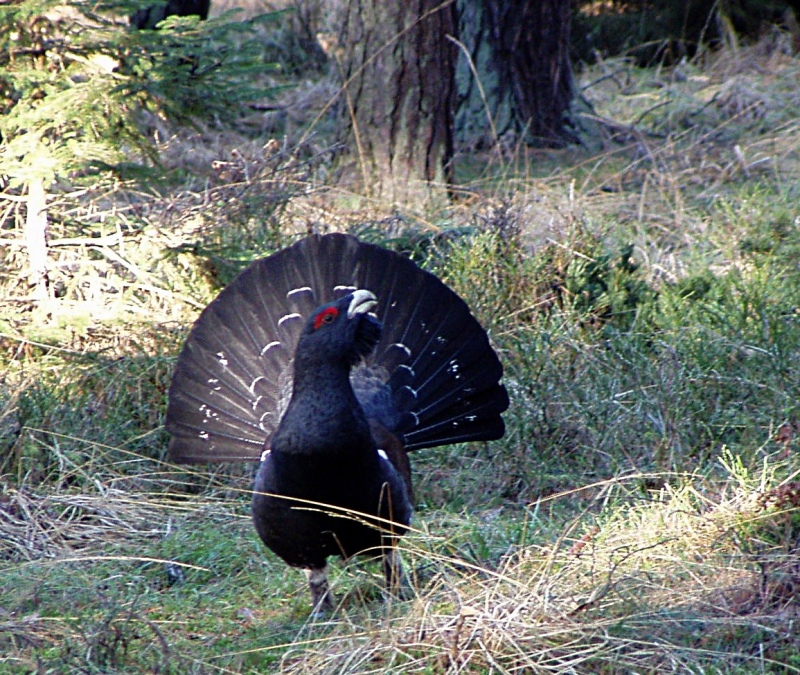
Gall fer comú

La topografia és una de la més accidentades de tot el Principat d'Astúries, tenint altures importants, succeint-se freqüentment al llarg de la superfície, les elevacions i les depressions. Les serres arrenquen de la serralada Cantàbrica en direcció sud-nord. D'aquesta serra destaquen els pics del Cornón amb 2.194 metres i la Peña Orniz amb 2.190 metres. En la part oest del concejo en el límit amb Tinéu i Cangas es troba en adreça nord la serra de la Serrantina, que contínua amb la serra de la Cabra. Paral·lela a La Serrantina veiem la serra de Perlunes unida pel sud amb l'Erm. Más a l'est del cordal del Perlunes vam distingir Peñavera, Peña de Valdepuerco, Brañeta i El Palomar. En una zona més oriental i més al centre vam trobar Peñalba, Condiellas i Llampaza. En el límit amb Teberga tenim els cordales de La Taula i Cueiro. En la part suroriental estan Bobia, Tarambico i Camayor i ja en la part septentrional trobem la serra de la Buestariega. Tota aquesta successió de cordales delimiten les immenses valls del municipi i que són aquests: La vall de Somiedo, la Vall del Pigüeña, la Vall del Lag0, Saliencia i Las Morteras.

### Hidrografia
El sistema hidrogràfic de Somiedo ho representen els rius que donen lloc al nom de les Valls, tenint la particularitat que una part del terreny que drenen, va a abocar les seves aigües a través del rierol del port, a l'oceà atlàntic. Els rius Saliencia, Las Morteras i de la Vall, neixen en la part nord de la serralada Cantàbrica i cedeixen les seves aigües al riu Somiedo que al seu torn les flueix al Pigüeña. Gairebé la totalitat de la xarxa hidrogràfica de Somiedo és aprofitada per a la seva transformació en energia elèctrica en les centrals de la Rigués, La Malva i Miranda. Per altra banda cal destacar que el modelatge glacera de les àrees a major altitud del Parc ha donat lloc a freqüents cubetas d'excavació que alberguen llacs, llacunes o turberas, mostrant-nos paisatges naturals d'una gran bellesa.

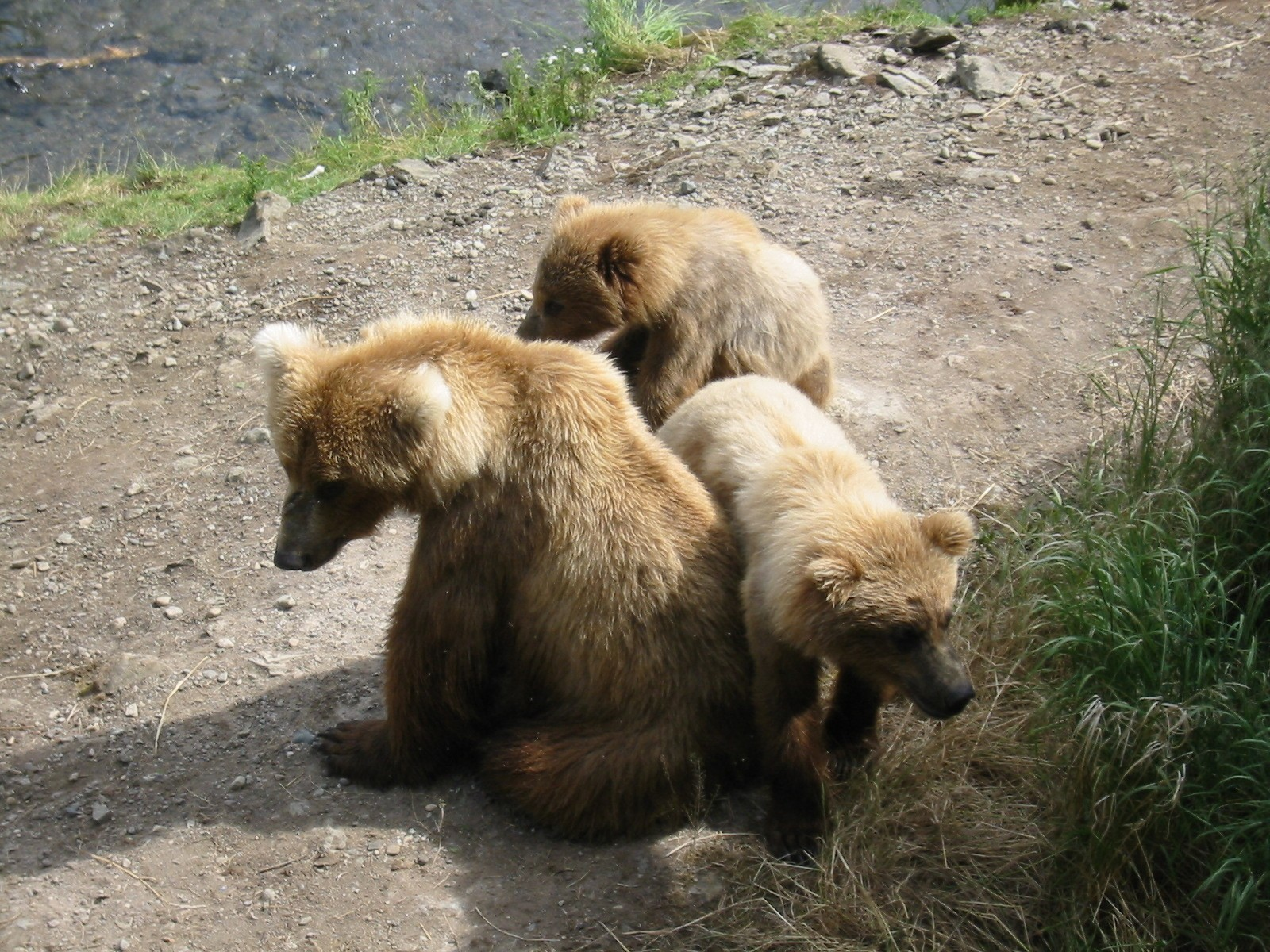
Ossos bruns

### Clima
Respecte al seu clima, cal destacar que aquest és oceànic, amb abundància de boira, humitat i pluja. L'elevada altitud mitjana del concejo li concedeix algunes característiques de continentalitat, podent afirmar-se que es troba en una zona de transició entre el clima temperat d'Astúries i el continental de l'altiplà. Element important de Somiedo és la permanència de les neus durant gran part de l'estació hivernal.

## Parròquies
El concejo de Somiedo es divideix en 15 parròquies:
| - Aguino - Clavillas - Corés | - El Coto - El Puerto - Endriga | - Gúa - La Riera - Las Morteras | - Pigüeña - Pigüeces - Pola de Somiedo | - Valle de Lago - Veigas - Villar de Vildas |

## Evolució demogràfica
L'evolució seguida en Somiedo al llarg del segle xx, segueix el mateix camí que la resta de concejos muntanyencs del principat, és a dir, pèrdua progressiva de la població, sobretot a partir dels anys 40, encara que aquí les tres primeres dècades va succeir tot el contrari, es va incrementar la població, malgrat l'emigració a ultramar, i es va passar de 5.006 habitants del principi de segle fins a 5.558 el 1940. A partir d'aquesta data el descens va ser imparable, produint-se una disminució de la xifra de fins a un 70% fins a deixar-la en 1.544 en l'actualitat, amb una densitat de 5,55 hab/km², que la converteix en la segona més baixa d'Astúries. La causa principal d'aquesta reducció es deu sobretot a la forta emigració cap a les zones més industrialitzades de la regió. Últimament i a partir de la declaració del concejo com a Parc Natural, s'ha anat frenant aquesta brusca caiguda a l'aparèixer nous elements dinamitzadors de l'economia municipal.
Totes aquestes causes ens donen unes estructures demogràfiques bruscament alterades, presentant-se una piràmide on la població major de 50 anys és la més abundant dintre del concejo, tenint una de les taxes d'envelliment més fort de tot el Principat. La concentració humana es realitza en el fons de les valls majoritàriament, especialment a Villar de Vildas, La Riera i La Pola, tenint alguns dels llogarets de muntanya una presència gairebé nul·la.

## Economia

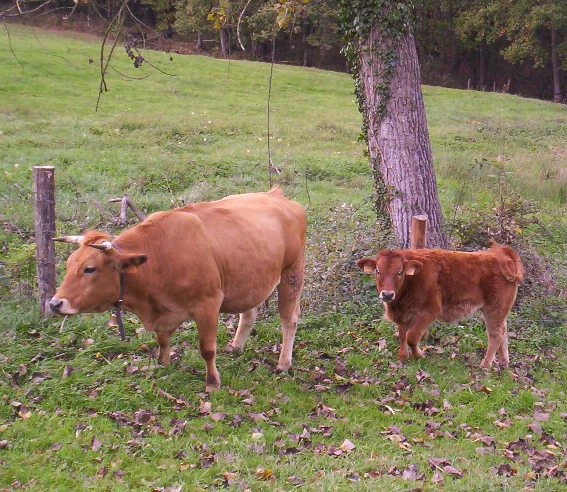
Asturiana de les valls

L'activitat econòmica del concejo gira entorn del sector primari, ja que és el qual més empra amb un 67,45% i el que major riquesa produïx al generar un 40% del producte interior brut. Les explotacions ramaderes de Somiedo treballen sobretot amb la cabanya bovina, presentant aquesta una orientació cap al sector carni principalment, ostentant una de les cabanyes més importants de la raça Asturiana de les valls. Del sector secundari industrial cal destacar que només empra a un 2,94% de la població activa, encara que per a tan poca xifra té una considerable participació dintre del PIB del concejo.
Anteriorment tenia una participació molt més fort dintre de l'activitat econòmica, però la pèrdua d'ocupacions succeïda amb el tancament de la mina de ferro de La Cova i la reducció portada a terme en les elèctriques, fan que actualment molt poca gent depengui d'aquesta branca de l'economia. La construcció és l'activitat que major nombre d'ocupacions oferix. On si s'ha produït una evolució positiva és dintre del sector terciari, sobretot a partir de la declaració del concejo com a Parc Natural el 10 de juny de 1988, i que en l'actualitat empra al 29,61% dels actius, xifra que possiblement anirà creixent amb el pas del temps.

## Política
El concejo de Somiedo, és un concejo tradicionalment socialista, des de 1979 aquest partit ha estat el que ha governat el concejo. (Vegeu llista d'alcaldes de Somiedo). L'actual alcalde socialista és Belarmino Fernández.
|      | PSOE | PP | CDS | Altres | Total |
| ---- | ---- | -- | --- | ------ | ----- |
| 1979 | 6    | 4  | 1   | 0      | 11    |
| 1983 | 7    | 4  | -   | 0      | 11    |
| 1987 | 7    | 4  | -   | 0      | 11    |
| 1991 | 7    | 2  | -   | 0      | 9     |
| 1995 | 5    | 4  | -   | 0      | 9     |
| 1999 | 7    | 1  | -   | 1      | 9     |
| 2003 | 8    | 1  | -   | 0      | 9     |
| 2007 | 7    | 2  | -   | 0      | 9     |